# Apteronotus rostratus
Apteronotus rostratus är en fiskart som först beskrevs av Meek och Hildebrand, 1913.  Apteronotus rostratus ingår i släktet Apteronotus och familjen Apteronotidae. Inga underarter finns listade i Catalogue of Life.